# Takvor Avedissian
Takvor Avedissian (Rotterdam, 5 februari 1965) is een Nederlands jurist. Hij is president van de Centrale Raad van Beroep en staatsraad in buitengewone dienst.
Na zijn studie rechtsgeleerdheid aan de Erasmus Universiteit is Avedissian werkzaam geweest als wetgevingsjurist bij het toenmalig ministerie van Landbouw, Natuurbeheer en Visserij. Ook heeft hij als jurist gewerkt bij het Bureau voor Rechtshulp in Utrecht, voordat hij in 2000 rechter werd in de rechtbank Rotterdam. Nadat hij tot vicepresident van die rechtbank was benoemd, maakt hij in 2007 de overstap naar de rechtbank Haarlem waar hij voorzitter van de sector strafrecht was. In januari 2013 ging hij werken voor de Rechtbank Oost-Nederland, toen deze rechtbank werd gesplitst in april van dat jaar werd hij president van de rechtbank Overijssel. Dit bleef hij tot zijn benoeming tot president van de Centrale Raad van Beroep in februari 2018. Naast zijn werkzaamheden als president is hij raadsheer-plaatsvervanger in het College van Beroep voor het bedrijfsleven en sinds april 2018 is hij staatsraad in buitengewone dienst bij de Raad van State.
Leden:
Koning der Nederlanden · 
Th.C. de Graaf (vice-president) · 
R. Uylenburg (voorzitter ABRvS) · 
J.E.M. Polak · 
H.G. Sevenster ·  
L.F.M. Verhey ·  
B.P. Vermeulen 

Staatsraden: 
C.H.M. van Altena ·
T. Avedissian* ·
H.J.M. Baldinger · 
A.W.M. Bijloos · 
J.C. Boeree* ·
C.J. Borman ·
J.H. van Breda ·
B.J. Bruins ·
K.M. Buitenweg ·
W.D. Bult-Spiering ·  
E.J. Daalder ·
J.Th. Drop · 
V.V. Essenburg · 
B.J. van Ettekoven · 
M.W.C. Feteris* ·
J.J.W.P. van Gastel · 
F.H.G. de Grave · 
J.W. van de Gronden* ·
G. de Groot* ·
J.F. de Groot · 
J. Gundelach ·
G.J.J. Heerma van Voss ·
S.J.C. Hemels · 
M. den Heijer · 
J. Hoekstra · 
G.J.H. Houtzagers · 
G.T.J.M. Jurgens ·
M.M. Kaajan · 
P.H.A Knol · 
R.W.L. Koopmans* · 
A. Kuijer · 
C.C.W. Lange ·
B. Meijer ·
E.A. Minderhoud ·
A.J.C. de Moor-van Vugt ·
J.M.L. Niederer ·
A.G.A. Nijmeijer* ·
W. den Ouden · 
J.C.A. de Poorter · 
B.P.M. van Ravels · 
J. Schipper-Spanninga ·  
J.A.W. Scholten-Hinloopen ·
C.H. Sieburgh* ·
N.J. Schrijver ·
Th.G.M. Simons* · 
G. Snijders* ·
M. Soffers · 
G. Snijders* · 
E. Steendijk ·
A.L.J. van Strien* · 
R.J.M. van den Tweel ·
A. ten Veen · 
G.O. van Veldhuizen ·
H.C.P. Venema ·
D.A. Verburg ·
N. Verheij · 
M.B. Vos ·
P.J. Wattel* ·
R.J.G.M. Widdershoven* ·
J.M. Willems · 
C.M. Wissels · 
S.F.M. Wortmann · 
R. van Zwol 
(*staatsraad in buitengewone dienst)

Staatsraad van het Koninkrijk:
M.G.M. Schwengle (Aruba) · P.R.J. Comenencia (Curaçao) · M.C. van der Sluijs-Plantz (Sint Maarten)